# Mordente
Mordente é uma substância associada ao tingimento com a função específica de manter a durabilidade da cor, conferindo maior resistência às lavagens e exposição ao sol. 
Pode ser de origem vegetal, como o tanino (substância extraída da casca de algumas plantas) ou mineral como sais de crómio o alúmen (pedra-ume).
Preparado químico que reúne tinta, cola, alúmen e outras substâncias. 
Pode ser utilizado com a finalidade de fixar bem as cores (tinturaria) ou o douramento de objetos diversos.